# Alta Slesia
L'Alta Slesia (in slesiano: Gōrny Ślōnsk; in polacco: Górny Śląsk;  in ceco: Horní Slezsko; in tedesco: Oberschlesien; in tedesco slesiano: Oberschläsing; in latino: Silesia Superior) è la parte sudorientale della regione storica e geografica della Slesia, situata odiernamente per lo più in Polonia e in piccola parte nella Repubblica Ceca.
Dal IX secolo, l'Alta Slesia ha fatto parte (in ordine cronologico) della Grande Moravia, del ducato di Boemia, del Regno di Polonia dei Piasti, ancora delle terre della corona boema e del Sacro Romano Impero, nonché della monarchia asburgica dal 1526. Nel 1742 la maggior parte dell'Alta Slesia venne annessa al Regno di Prussia e nel 1871 divenne parte dell'Impero tedesco. Dopo la seconda guerra mondiale fu posta sotto l'amministrazione della Repubblica di Polonia, nel 1945. In seguito al Trattato sul confine tedesco-polacco del 14 novembre 1990 divenne polacca.

## Geografia
L'Alta Slesia si trova sul corso superiore del fiume Oder, a nord della catena montuosa dei Sudeti Orientali e la Porta Morava, che formano il confine meridionale con la regione storica della Moravia. Il tratto iniziale della Vistola così come gli affluenti Biała e Przemsza segnano il confine orientale con la regione della Piccola Polonia. Nel nord, l'Alta Slesia confina con la regione della Grande Polonia e ad ovest con la regione della Bassa Slesia (la regione intorno a Breslavia).
Attualmente è divisa tra Polonia (per la maggior parte) e Repubblica Ceca (regioni della Moravia-Slesia e di Olomouc). Il territorio polacco dell'Alta Slesia copre la maggior parte del Voivodato di Opole, fatta eccezione per i comuni di Brzeg e Namysłów, che si trovano nel voivodato della Bassa Slesia, e la parte occidentale del Voivodato di Slesia.
La Slesia di Cieszyn e la Slesia austriaca sono parti storiche dell'Alta Slesia.

## Storia

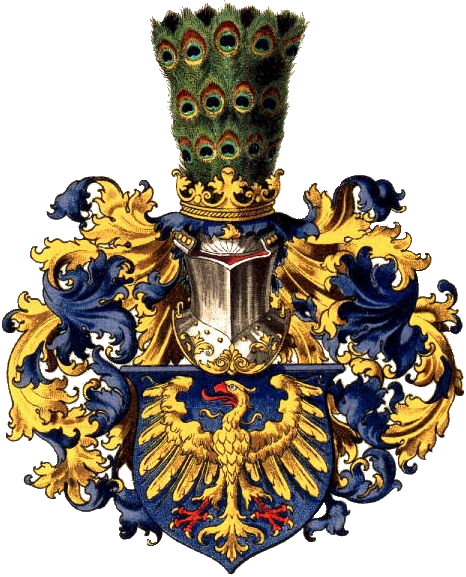
Stemma dell'Alta Slesia
come disegnato da Hugo Gerard Ströhl (1851–1919)

Secondo il Geografo bavarese del IX secolo, la tribù slava occidentale degli Opolani si era stabilita lungo il corso superiore del fiume Oder fin dai tempi delle Invasioni barbariche del V secolo, in particolare nel gord di Opole. All'epoca del principe Svatopluk I (871-894), tutta la Slesia faceva parte del suo regno della Grande Moravia. Dopo la sua dissoluzione dopo il 906, la regione cadde sotto l'influenza dei Přemyslidi di Boemia, il Duca Spytihněv I (894-915) e suo fratello Vratislao I (915-921), forse il fondatore e colui che diede il nome alla città della Slesia Breslavia (in ceco: Vratislav).

### Dominio polacco
Nel 990 il duca della dinastia dei Piasti Mieszko I, appartenente al popolo dei Polani, appena insediato, aveva conquistato vaste zone della Slesia. Dalla fortezza della Media Slesia di Niemcza, suo figlio e successore Boleslao il Coraggioso Chrobry (992-1025), avendo stabilito la diocesi di Breslavia, soggiogò i territori dell'Alta Slesia degli Opolani, pagani, che per diverse centinaia di anni furono parte della Polonia, anche se contestati dai duchi boemi come Bretislao I, che dal 1025 invasero la Slesia diverse volte. Alla fine nel 1137, il principe polacco Boleslao III (1107-1138) si accordò con il duca Sobeslao e venne siglata la pace stabilendo il confine lungo i Sudeti.
Tuttavia, questo accordo fallì quando alla morte di Boleslao III, con il suo testamento, iniziò la frammentazione della Polonia, che indebolì decisamente la sua autorità centrale. Il ducato di Slesia appena costituito divenne la patria ancestrale dei Piast di Slesia, discendenti del figlio maggiore di Boleslao, Ladislao II l'Esiliato, che tuttavia si vedevano esclusi dalla successione al trono polacco e furono in grado di riconquistare il loro territorio di origine solo con l'aiuto del Sacro Romano Impero.

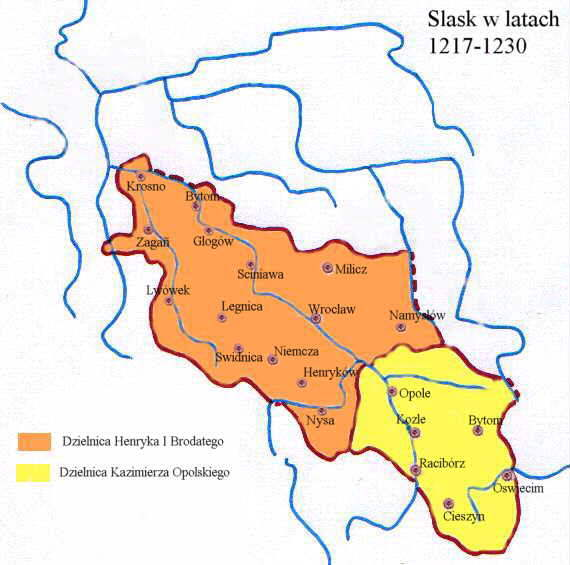
     Ducato di Opole–Racibórz sotto il duca Casimiro I (1211-1230)
Il fallimento del principio di successione agnatizia portò anche alla divisione della provincia slesiana: nel 1172 il secondo figlio di Ladislao, Miecislao IV (Miecislao I "Gambe Storte" - Mieszko I Plątonogi), rivendicò i suoi diritti e ricevette il ducato di Racibórz nell'Alta Slesia come un allodio dalle mani del suo anziano fratello Boleslao I l'Alto, duca di Slesia. Nella lotta per il trono polacco, Miecislao ricevette inoltre le terre (nella regione storica della Piccola Polonia) di Bytom, Oświęcim, Zator, Siewierz e Pszczyna dal nuovo granduca polacco Casimiro II nel 1177. Quando nel 1202 Miecislao IV aveva annesso il ducato di Opole del suo defunto nipote Iaroslao, divenne sovrano di tutta l'Alta Slesia come duca di Opole e Racibórz.
Agli inizi del XIII secolo i legami dei Piasti di Slesia con il vicino Sacro Romano Impero si fecero più forti poiché molti duchi sposavano rampolli della nobiltà tedesca. Con l'incoraggiamento del duca di Bassa Slesia Enrico I il Barbuto, dal 1230 reggente anche in Alta Slesia per i figli minori del defunto cugino Duca Casimiro I di Opole, vaste parti delle terre della Slesia furono colonizzate con immigrati tedeschi nel corso dell'Ostsiedlung, stabilendo numerose città con legislazione tedesca. I piani per riunificare la Slesia andarono in frantumi con l'invasione mongola della Polonia e la morte del Duca Enrico II il Pio nella Battaglia di Legnica del 1241. L'Alta Slesia si frammentò ulteriormente con la morte del duca Ladislao di Opole nel 1281 nei ducati di Bytom, Opole, Racibórz e Cieszyn. Intorno al 1269 il ducato di Opava fu fondato nel vicino territorio moravo, governato dal duca Přemyslide Nicola I, i cui discendenti ereditarono il Ducato di Racibórz nel 1336. Dato che governavano entrambi i ducati in unione personale, Opava entro a far parte del territorio dell'Alta Slesia.

### Boemia, Austria e Prussia
Nel 1327 i duchi dell'Alta Slesia, come la maggior parte dei loro cugini della Bassa Slesia, avevano giurato fedeltà al Re Giovanni di Boemia, diventando così vassalli del Regno di Boemia. Durante il periodo di riforme del regno di Polonia sotto il re Casimiro III il Grande, tutta la Slesia fu esclusa come terra non polacca dal Trattato di Trenčín del 1335 diventando una terra della Corona di Boemia e - indirettamente - del Sacro Romano Impero. Verso la metà del XIV secolo, l'afflusso di coloni tedeschi in Alta Slesia fu fermato dall'epidemia della peste nera. Diversamente dalla Bassa Slesia, il processo di germanizzazione si interruppe; la maggior parte della popolazione parlava ancora la lingua polacca e lo slesiano come lingua madre, spesso insieme al tedesco (tedesco slesiano) come seconda lingua. Nelle aree più meridionali venivano anche parlati dialetti Lach. Mentre le lingue latina, ceca e tedesca venivano usate come lingue ufficiali nelle città e nei paesi, solo negli anni 1550 (durante la Riforma protestante) iniziarono a comparire documenti con nomi polacchi.
L'Alta Slesia fu colpita dalle guerre hussite e nel 1469 fu conquistata dal re Mattia Corvino d'Ungheria, mentre i ducati di Oświęcim e Zator ritornavano alla corona polacca. Alla morte del re Luigi II Jagellone nel 1526, le terre della corona di Boemia furono ereditate dalla casa austriaca degli Asburgo. Nel XVI secolo gran parte della Slesia era diventata protestante, grazie a riformatori come Kaspar Schwenckfeld. Dopo la Battaglia della Montagna Bianca del 1620, gli imperatori cattolici della dinastia degli Asburgo reintrodussero con la forza il cattolicesimo, aiutati in questo dai gesuiti.

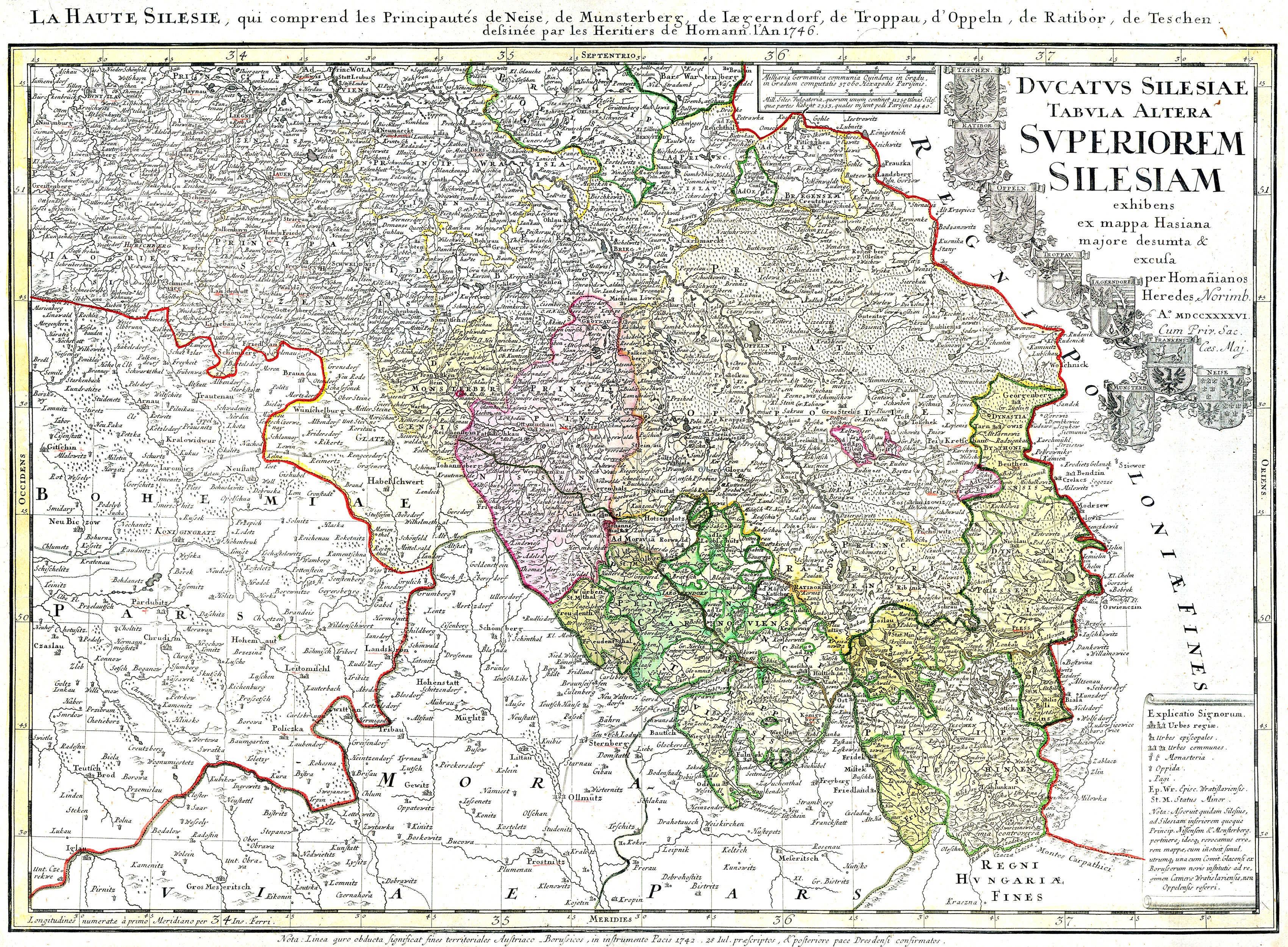
Mappa del 1746 dell'Alta Slesia, eredi Homann, Norimberga

La Bassa Slesia e gran parte dell'Alta Slesia furono occupate dal Regno di Prussia nel 1742 durante la Prima Guerra di Slesia e annesse secondo i termini del Trattato di Breslavia. Una piccola parte a sud del fiume Opava rimase alla corona boema governata dagli Asburgo come "Ducato dell'Alta e Bassa Slesia", colloquialmente chiamato Slesia austriaca. Incorporata nella provincia della Slesia prussiana dal 1815, l'Alta Slesia divenne un'area industriale sfruttando l'abbondanza di carbone e di minerale di ferro. L'Alta Slesia prussiana divenne parte dell'Impero tedesco nel 1871.

### Struttura etnolinguistica prima del plebiscito
I primi dati del censimento esatto sulla struttura etnolinguistica o nazionale (Nationalverschiedenheit) della parte prussiana dell'Alta Slesia, risalgono all'anno 1819. Gli ultimi dati del censimento generale pre-prima guerra mondiale disponibili risalgono al 1910 (se non si include il censimento del 1911 dei bambini in età scolare - Sprachzählung unter den Schulkindern - che ha rivelato una percentuale più alta di parlanti polacchi tra i bambini delle scuole rispetto al censimento del 1910 tra la popolazione generale). Le cifre (tabella 1) mostrano che i grandi cambiamenti demografici si sono verificati tra il 1819 e il 1910, con il quadruplicare della popolazione totale della regione, con una crescita significativa della percentuale di persone di lingua tedesca e un calo considerevole di quello dei parlanti polacchi. Anche la superficie totale in cui si parlava la lingua polacca, così come l'area di terra in cui era parlata dalla maggioranza, diminuì tra il 1790 e il 1890. Gli autori polacchi prima del 1918 stimarono il numero di polacchi nell'Alta Slesia prussiana leggermente superiore rispetto ai censimenti ufficiali tedeschi.
| Tabella 1. Numero di abitanti di lingua polacca e di lingua tedesca (Regierungsbezirk Oppeln) | Tabella 1. Numero di abitanti di lingua polacca e di lingua tedesca (Regierungsbezirk Oppeln) | Tabella 1. Numero di abitanti di lingua polacca e di lingua tedesca (Regierungsbezirk Oppeln) | Tabella 1. Numero di abitanti di lingua polacca e di lingua tedesca (Regierungsbezirk Oppeln) | Tabella 1. Numero di abitanti di lingua polacca e di lingua tedesca (Regierungsbezirk Oppeln) | Tabella 1. Numero di abitanti di lingua polacca e di lingua tedesca (Regierungsbezirk Oppeln) | Tabella 1. Numero di abitanti di lingua polacca e di lingua tedesca (Regierungsbezirk Oppeln) | Tabella 1. Numero di abitanti di lingua polacca e di lingua tedesca (Regierungsbezirk Oppeln) | Tabella 1. Numero di abitanti di lingua polacca e di lingua tedesca (Regierungsbezirk Oppeln) | Tabella 1. Numero di abitanti di lingua polacca e di lingua tedesca (Regierungsbezirk Oppeln) | Tabella 1. Numero di abitanti di lingua polacca e di lingua tedesca (Regierungsbezirk Oppeln) | Tabella 1. Numero di abitanti di lingua polacca e di lingua tedesca (Regierungsbezirk Oppeln) | Tabella 1. Numero di abitanti di lingua polacca e di lingua tedesca (Regierungsbezirk Oppeln) | Tabella 1. Numero di abitanti di lingua polacca e di lingua tedesca (Regierungsbezirk Oppeln) | Tabella 1. Numero di abitanti di lingua polacca e di lingua tedesca (Regierungsbezirk Oppeln) | Tabella 1. Numero di abitanti di lingua polacca e di lingua tedesca (Regierungsbezirk Oppeln) |
| --------------------------------------------------------------------------------------------- | --------------------------------------------------------------------------------------------- | --------------------------------------------------------------------------------------------- | --------------------------------------------------------------------------------------------- | --------------------------------------------------------------------------------------------- | --------------------------------------------------------------------------------------------- | --------------------------------------------------------------------------------------------- | --------------------------------------------------------------------------------------------- | --------------------------------------------------------------------------------------------- | --------------------------------------------------------------------------------------------- | --------------------------------------------------------------------------------------------- | --------------------------------------------------------------------------------------------- | --------------------------------------------------------------------------------------------- | --------------------------------------------------------------------------------------------- | --------------------------------------------------------------------------------------------- | --------------------------------------------------------------------------------------------- |
| Anno                                                                                          | 1819                                                                                          | 1828                                                                                          | 1831                                                                                          | 1837                                                                                          | 1840                                                                                          | 1843                                                                                          | 1846                                                                                          | 1852                                                                                          | 1858                                                                                          | 1861                                                                                          | 1867                                                                                          | 1890                                                                                          | 1900                                                                                          | 1905                                                                                          | 1910                                                                                          |
| Polacco                                                                                       | 377,100 (67.2%)                                                                               | 418,437                                                                                       | 456,348                                                                                       | 495,362                                                                                       | 525,395                                                                                       | 540,402                                                                                       | 568,582                                                                                       | 584,293                                                                                       | 612,849                                                                                       | 665,865                                                                                       | 742,153                                                                                       | 918,728 (58.2%)                                                                               | 1,048,230 (56.1%)                                                                             | 1,158,805 (56.9%)                                                                             | Census data, monolingue polacchi: 1,169,340 (53.0%) fino a 1,560,000 con bilingui             |
| Tedesco                                                                                       | 162,600 (29.0%)                                                                               | 255,383                                                                                       | 257,852                                                                                       | 290,168                                                                                       | 330,099                                                                                       | 348,094                                                                                       | 364,175                                                                                       | 363,990                                                                                       | 406,950                                                                                       | 409,218                                                                                       | 457,545                                                                                       | 566,523 (35.9%)                                                                               | 684,397 (36.6%)                                                                               | 757,200 (37.2%)                                                                               | 884,045 (40.0%)                                                                               |

La Commissione all'immigrazione statunitense nel 1911 classificava gli slesiani di lingua polacca come polacchi.

### Plebiscito e partizione

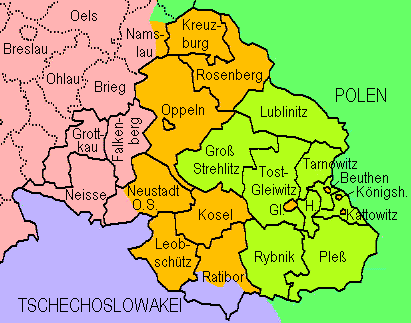
Divisione dell'Alta Slesia dopo il plebiscito: in arancione le zone rimaste alla Germania, in verde chiaro le zone assegnate alla Polonia dopo il plebiscito

Nel 1919, dopo la prima guerra mondiale, la parte orientale dell'Alta Slesia prussiana (con una maggioranza di popolazione di etnia polacca) passò sotto il dominio polacco come Voivodato di Slesia, mentre la parte occidentale in gran parte di lingua tedesca rimase parte della Repubblica di Weimar, come la neocostituita Provincia dell'Alta Slesia. All'inizio del 1919, la guerra polacco-cecoslovacca scoppiò intorno alla regione contesa della Slesia di Cieszyn, da allora in poi la Cecoslovacchia ottenne la striscia di Zaolzie oltre alla regione di Hlučín.

Dal 1919 al 1921 tre rivolte slesiane avvennero tra la popolazione di lingua polacca dell'Alta Slesia; la Battaglia di Annaberg fu combattuta nella regione nel 1921. Nel Plebiscito dell'Alta Slesia del marzo 1921, una maggioranza del 59,4% votò contro la fusione con la Polonia e una minoranza del 40,6% votò a favore, con linee di divisione chiare tra le comunità polacca e tedesca. Il piano per dividere la regione fu suggerito dalla Commissione interalleata in Alta Slesia, guidata dal generale francese Henri Le Rond. Il piano fu deciso da una conferenza di ambasciatori a Parigi il 20 ottobre 1921. Il confine esatto, il mantenimento del traffico ferroviario transfrontaliero e altre necessarie cooperazioni, nonché l'uguaglianza di diritti per tutti gli abitanti di entrambe le parti dell'Alta Slesia, furono fissati dalla Accordo tedesco-polacco sulla Slesia orientale,, firmato a Ginevra il 15 maggio 1922. Il 20 giugno 1922, la Repubblica di Weimar cedette, de facto, la regione dell'Alta Slesia orientale, che divenne parte del Voivodato di Slesia della Seconda Repubblica Polacca.

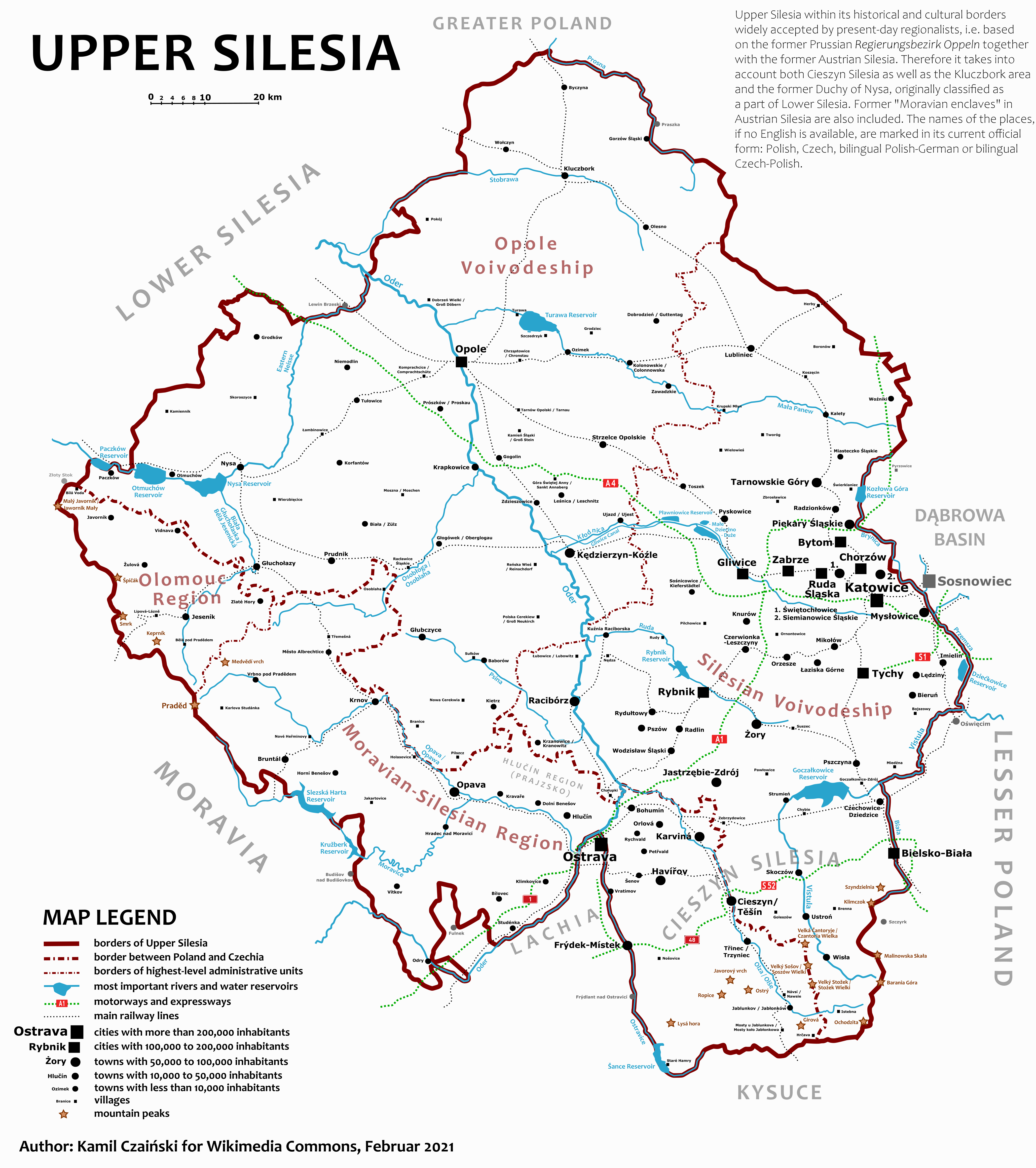
Mappa contemporanea dell'Alta Slesia (in inglese)

Dopo il 1945, quasi tutta l'Alta Slesia che non era già stata ceduta alla Polonia nel 1922 fu posta sotto l'amministrazione della Repubblica di Polonia. Una maggioranza della popolazione di lingua tedesca era fuggita o era stata espulsa, un atto che era definito con un eufemismo come "trasferimenti [da] essere effettuati in modo ordinato e umano" in accordo con la decisione delle potenze alleate vincitrici nel loro incontro del 1945 a Potsdam. Questo programma di espulsione comprendeva anche abitanti di lingua tedesca della Bassa Slesia, del Brandeburgo orientale, della Pomerania orientale, di Danzica e della Prussia orientale. Le popolazioni tedesche furono trasportate nell'odierno territorio della Germania (compresa la ex Germania dell'Est), e furono rimpiazzate da polacchi, molti dei quali provenienti dalle province polacche conquistate dall'URSS a est. Un buon numero di abitanti dell'Alta Slesia di lingua tedesca fu trasferito in Baviera. Una piccola parte dell'Alta Slesia rimase come parte della Cecoslovacchia come Slesia ceca.
Le espulsioni dei tedeschi non eliminarono del tutto la presenza di persone che si consideravano tedesche. L'Alta Slesia, nel 1945, aveva un considerevole numero di abitanti misti bilingue cattolici romani che parlavano dialetti tedeschi e polacchi, e le loro abilità linguistiche polacche erano considerate abbastanza solide da poter farli rimanere nella zona.
L'area divenne formalmente parte della Repubblica di Polonia in virtù del trattato di confine tedesco-polacco del 14 novembre 1990.
Con la caduta del comunismo e l'adesione della Polonia all'Unione europea, ce n'erano abbastanza di quelli rimasti in Alta Slesia per consentire il riconoscimento della minoranza tedesca in Polonia da parte del governo polacco.

## Maggiori città e paesi

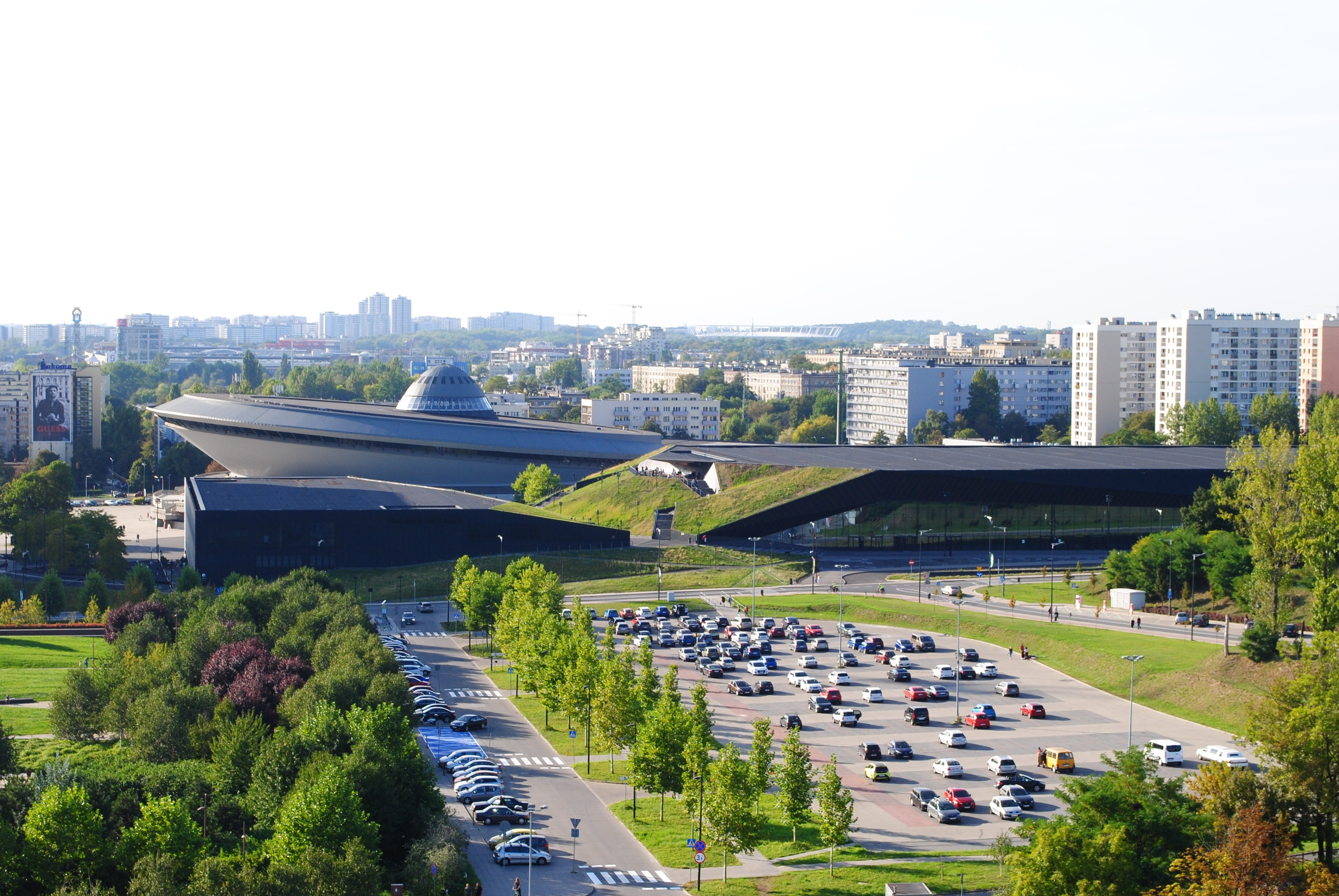
Katowice

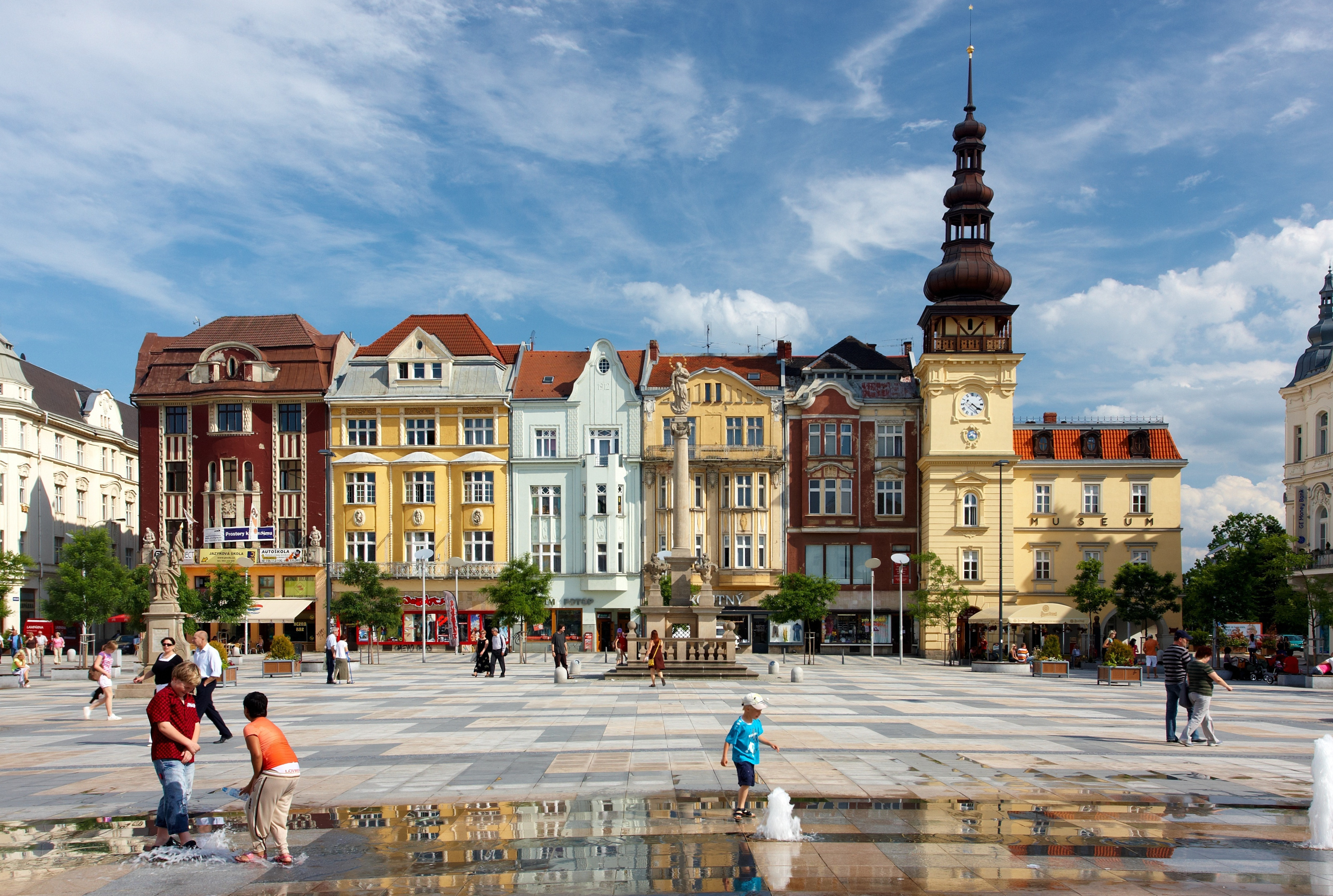
Ostrava

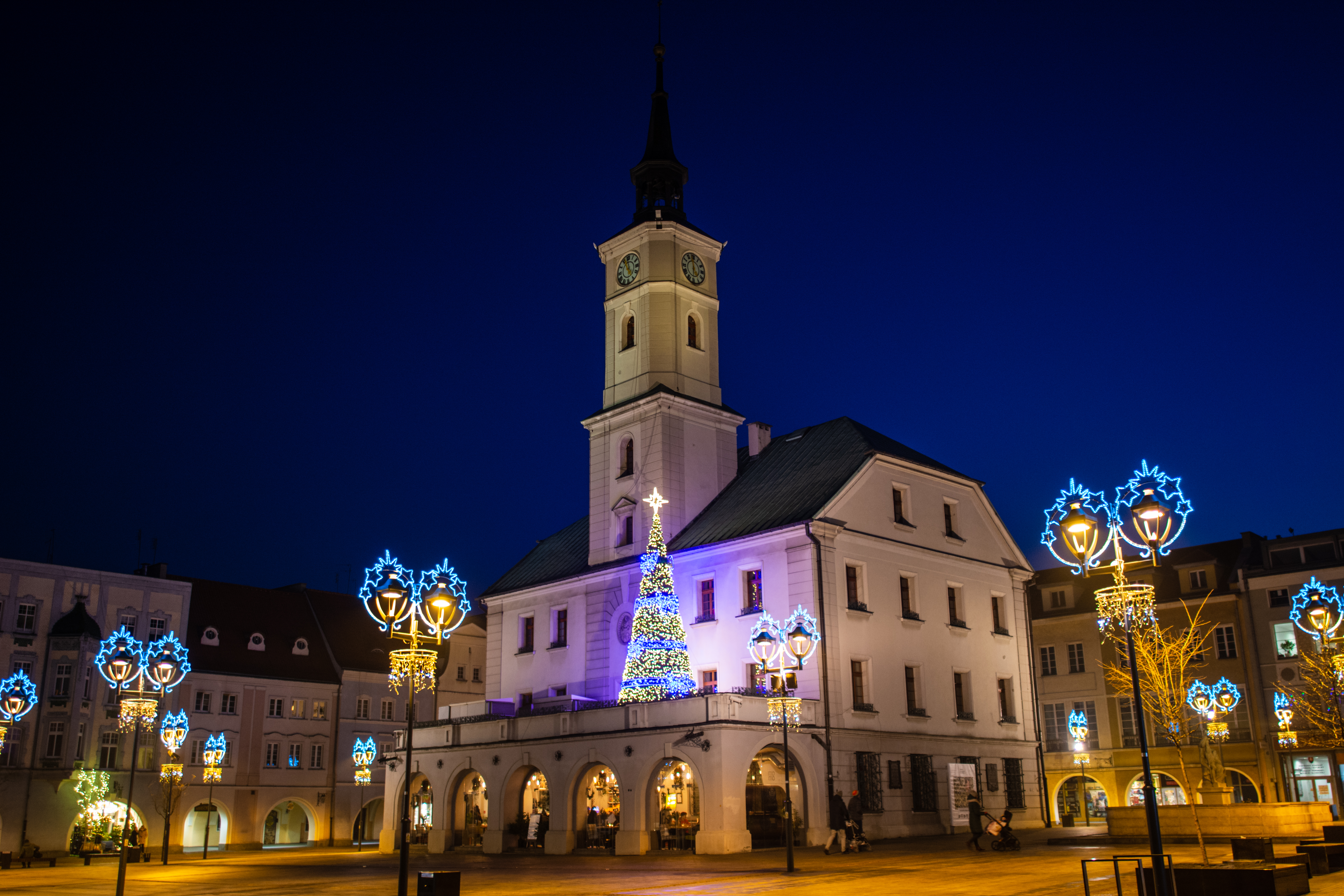
Gliwice

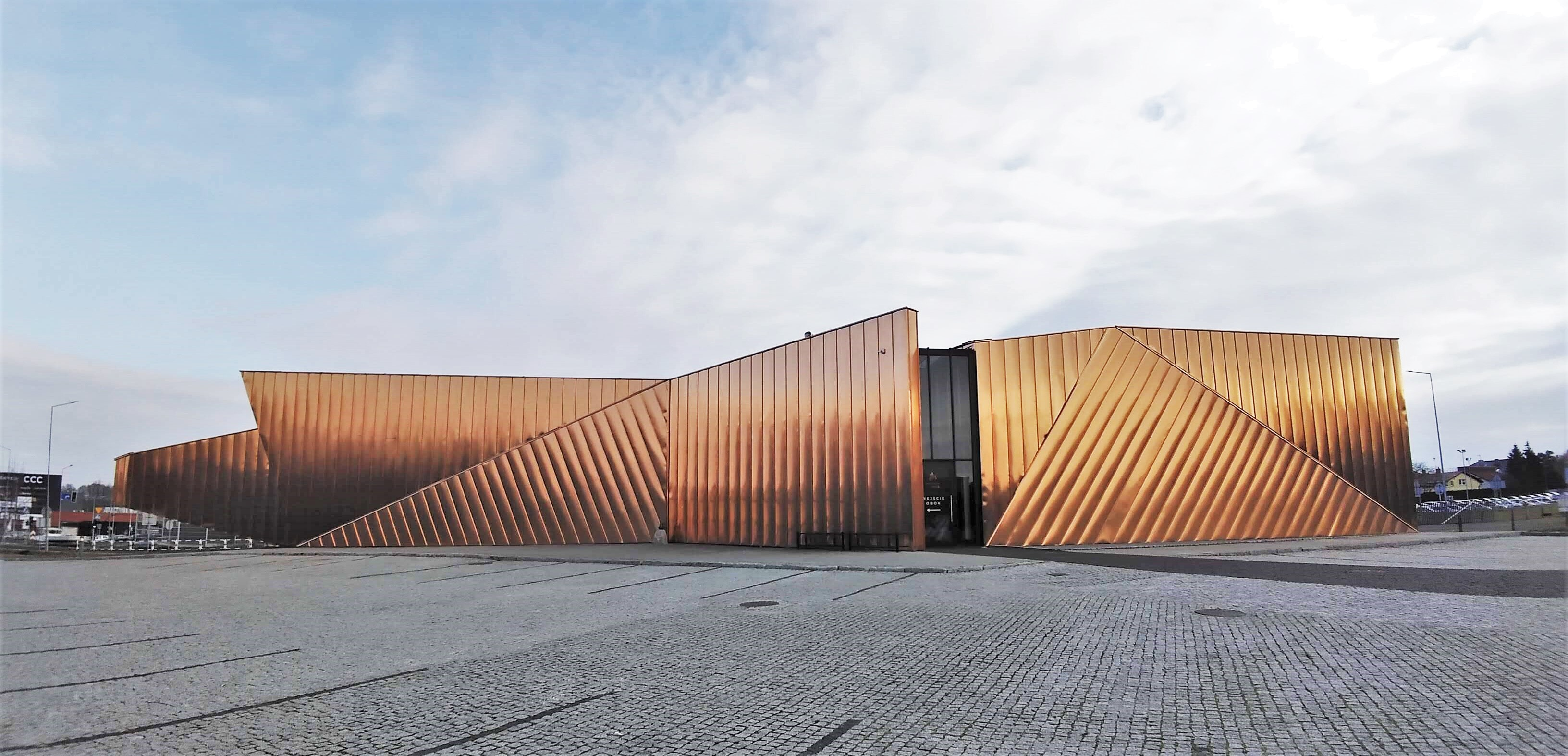
Żory

La capitale storica dell'Alta Slesia è Opole ma le città più grandi della regione, inclusa Katowice, sono situate nella Area Industriale dell'Alta Slesia, la cui popolazione totale è di circa 3 milioni.
Popolazione nel 1995 (tutte le città sono situate in Polonia, eccetto dove indicato diversamente)
- Katowice (354 200)
- Ostrava (320 000) - Repubblica Ceca (quartiere orientali della ex Slezská Ostrava)
- Bytom (227 600)
- Gliwice (214 000)
- Zabrze (201 600)
- Bielsko-Biała (196 307)
- Ruda Śląska (166 300)
- Rybnik (144 300)
- Tychy (140 900)
- Opole (130 600)
- Chorzów (125 800)
- Jastrzębie Zdrój (103 500)
- Havířov (85 000) - Repubblica Ceca
- Mysłowice (80 000)
- Siemianowice Śląskie (78 100)
- Kędzierzyn-Koźle (70 700)
- Tarnowskie Góry (67 200)
- Piekary Śląskie (67 200)
- Żory (66 300)
- Racibórz (65 100)
- Karviná (64 200) - Repubblica Ceca
- Opava (62 000) - Repubblica Ceca
- Świętochłowice (59 600)
- Wodzisław Śląski (50 500)
- Nysa (49 000)
- Mikołów (38 900)
- Cieszyn (37 300)
- Orlová (35 900) - Repubblica Ceca
- Czechowice-Dziedzice (35 600)
- Pszczyna (34 600)
- Kluczbork (26 900)
- Lubliniec (26 900)
- Český Těšín (26 300) - Repubblica Ceca (parte ceca di Cieszyn)
- Krnov (25 400) - Repubblica Ceca
- Prudnik (24 300)
- Rydułtowy (24 100)
- Łaziska Górne (23 000)
- Bohumín (22 894) - Repubblica Ceca
- Bieruń (22 100)
- Pyskowice (21 900)
- Strzelce Opolskie (21 900)